# Happier (canção de Olivia Rodrigo)
"Happier" (estilizado em letras minúsculas) é uma canção gravada pela cantora estadunidense Olivia Rodrigo, presente em seu primeiro álbum de estúdio, Sour (2021), lançado pela Geffen Records. A música foi escrita por Rodrigo e Dan Nigro, sendo produzida pelo mesmo.

## Antecedentes e composição
"Happier" foi lançada como uma das onze músicas do álbum de estreia de Rodrigo. Musicalmente, "Happier" é uma balada de folk-pop com o instrumental de piano, enquanto a letra aborda sobre "lutar com a narrativa falha da rivalidade feminina", já que [o escritor] egoisticamente deseja a seu ex-namorado e seu novo amor um futuro feliz, não apenas tão feliz como eram quando ainda estavam juntos, com a letra "Espero que você esteja feliz, mas não seja mais feliz". A Billboard relatou que a música é sonoramente uma reminiscência de "Love on The Brain", canção da cantora barbadense Rihanna.

## Faixas e formatos
| Download digital e streaming |           |         |  |
| N.º                          | Título    | Duração |  |
| 1.                           | "Happier" | 2:55    |  |